# Qualificazioni al campionato mondiale di calcio 2006 - AFC

## Primo turno
In questa fase si sono affrontate con incontri di andata e ritorno le 14 peggiori squadre asiatiche del ranking FIFA dell'epoca.

### Risultati
| Arbitro: | Emil Busurmankulov |

|                                                                                            |           |  |
| Öwekow 6’ 35’ Kulyýew 8’ 22’ 81’ Baýramow 27’ Berdiýew 42’ Agabaýew 49’ 65’ 67’ Urazow 90’ | Marcatori |  |

| Arbitro: | Jahangir Khan |

|  |           |                 |
|  | Marcatori | 85’ 91’ Kulyýew |

Il Turkmenistan vince per 13-0 (risultato aggregato) e passa al secondo turno.
| Arbitro: | Jimmy Napitupulu |

|                                                       |           |  |
| Chuang Yao-tsung 23’ Chen Jui-te 52’ Chang Wu-yeh 57’ | Marcatori |  |

| Arbitro: | Zhou Weixin |

|                 |           |                                        |
| Fu Weng Lei 87’ | Marcatori | 14’ 69’ Chen Jui-te 66’ Chiang Shih-lu |

Il Taipei Cinese vince per 6-1 (risultato aggregato) e passa al secondo turno.
| Arbitro: | Virat Khanthachai |

|  |           |                          |
|  | Marcatori | 11’ Hamidov 51’ Khakimov |

| Arbitro: | Manuel Pereira |

|                          |           |  |
| Kholmatov 15’ Rabiev 83’ | Marcatori |  |

Il Tagikistan vince per 4-0 (risultato aggregato) e passa al secondo turno.
| 29 novembre 2003, ore 17:00 | Laos          | 0 – 0 referto | Sri Lanka | Laos National Stadium, Vientiane (4.500 spett.)\| Arbitro: \| Luong The Tai \| |
| Arbitro:                    | Luong The Tai |               |           |                                                                                |

| Arbitro: | Ali Saleem |

|                                     |           |  |
| Ediri 35’ Jayasuriya 59’ Hameed 93’ | Marcatori |  |

Lo Sri Lanka vince per 3-0 (risultato aggregato) e passa al secondo turno.
| Arbitro: | Ibrahim Nesar |

|  |           |                            |
|  | Marcatori | 36’ Boldygin 59’ Chikishev |

| Arbitro: | Mamed Mamedov |

|                                                     |           |  |
| Chikishev 18’ Chertkov 28’ Boldygin 67’ Krasnov 92’ | Marcatori |  |

Il Kirghizistan vince per 6-0 (risultato aggregato) e passa al secondo turno.
| Arbitro: | Yang Zhiqiang |

|  |           |           |
|  | Marcatori | 24’ Nizam |

| Arbitro: | Deshapryia Arambekade |

| |           |  |
| Ashfaq 4’ 61’ 63’ 68’ Nizam 42’ Fazeel 45+1’ 45+4’ Ghani 65’ Thoriq 74’ 78’ Khishigdalai 75’ (aut.) Nazeeh 80’ | Marcatori |  |

Le Maldive vincono per 13-0 (risultato aggregato) e passano al secondo turno.

### Ripescaggio
Il settimo incontro tra Guam e Nepal è stato inizialmente vinto da Guam per abbandono del Nepal, ma è stato poi reso nullo a causa del ritiro di Guam. Per tale motivo, la FIFA raggruppò le perdenti degli altri 6 incontri in una speciale classifica per stabilire quale fosse la migliore in base ai seguenti criteri: a) punti conquistati; b) differenza reti; c) gol segnati.
| Squadra     | G | P.ti | V | N | P | GF | GS | DR  |
| ----------- | - | ---- | - | - | - | -- | -- | --- |
| Laos        | 2 | 1    | 0 | 1 | 1 | 0  | 3  | -3  |
| Bangladesh  | 2 | 0    | 0 | 0 | 2 | 0  | 4  | -4  |
| Macao       | 2 | 0    | 0 | 0 | 2 | 1  | 6  | -5  |
| Pakistan    | 2 | 0    | 0 | 0 | 2 | 0  | 6  | -6  |
| Afghanistan | 2 | 0    | 0 | 0 | 2 | 0  | 13 | -13 |
| Mongolia    | 2 | 0    | 0 | 0 | 2 | 0  | 13 | -13 |

Il Laos viene quindi ripescato e passa al secondo turno.

## Secondo turno
Le 7 squadre provenienti dal primo turno, unitamente alle 25 direttamente ammesse al secondo turno, sono suddivise in 8 gruppi da 4 squadre ciascuna. Accedono al terzo turno le prime classificate nel proprio girone.

### Gruppo 1

#### Classifica
| Squadra   | P.ti | G | V | N | P | GF | GS | DR  |
| --------- | ---- | - | - | - | - | -- | -- | --- |
| Iran      | 15   | 6 | 5 | 0 | 1 | 22 | 4  | +18 |
| Giordania | 12   | 6 | 4 | 0 | 2 | 10 | 6  | +4  |
| Qatar     | 9    | 6 | 3 | 0 | 3 | 16 | 8  | +8  |
| Laos      | 0    | 6 | 0 | 0 | 6 | 3  | 33 | -30 |

#### Risultati
| Arbitro: | Sultan Al Mozahmi |

|                                                              |           |  |
| Aqel 40’ Shelbaieh 45’ Al Shagran 63’ Ragheb 90’ Shehdeh 90’ | Marcatori |  |

| Arbitro: | Khader Haj Khader |

|                                   |           |            |
| Vahedi 8’ Mahdavikia 44’ Daei 62’ | Marcatori | 70’ Hamzah |

| Arbitro: | Yang Mu Sheng |

|  |           |                                                                      |
|  | Marcatori | 9’ 17’ Daei 32’ 36’ Enayati 54’ (aut.) Khoupchansy 68’ 83’ Taghipour |

| Arbitro: | Qasem Shaban |

|             |           |  |
| Mansour 70’ | Marcatori |  |

| Arbitro: | Tōru Kamikawa |

|  |           |               |
|  | Marcatori | 83’ Al Shboul |

| Arbitro: | Naji Abu Armana |

|                                         |           |  |
| Fazli 17’ 37’ Jassem 69’ 86’ Bechir 89’ | Marcatori |  |

| Arbitro: | Jimmy Napitupulu |

|                 |           |                                                                        |
| Chanthalome 88’ | Marcatori | 36’ Rizik 42’ Kamil 50’ Bechir 70’ Hamzah 86’ Abdullah 89’ Al-Shammari |

| Arbitro: | Lu Jun |

|  |           |                     |
|  | Marcatori | 80’ Vahedi 91’ Daei |

| Arbitro: | Ram Gosh |

|                                   |           |                                    |
| Phaphouvanin 13’ Thongphachan 53’ | Marcatori | 28’ Al Maharmeh 73’ 76’ Al Shagran |

| Arbitro: | Kwon Jong-Chul |

|                                      |           |                              |
| Mohammed 18’ Golmohammadi 75’ (aut.) | Marcatori | 9’ 89’ Hashemian 78’ Borhani |

| Arbitro: | Toshimitsu Yoshida |

|                            |           |  |
| Al Hamad 60’ Al Khater 75’ | Marcatori |  |

| Arbitro: | Mamed Mamedov |

|                                                  |           |  |
| Daei 8’ 20’ 28’ 58’ Nekounam 63’ 72’ Borhani 69’ | Marcatori |  |

### Gruppo 2

#### Classifica
| Squadra       | P.ti | G | V | N | P | GF | GS | DR  |
| ------------- | ---- | - | - | - | - | -- | -- | --- |
| Uzbekistan    | 16   | 6 | 5 | 1 | 0 | 16 | 3  | +13 |
| Iraq          | 11   | 6 | 3 | 2 | 1 | 17 | 7  | +10 |
| Palestina     | 7    | 6 | 2 | 1 | 3 | 11 | 11 | 0   |
| Taipei cinese | 0    | 6 | 0 | 0 | 6 | 3  | 26 | -23 |

#### Risultati
| Arbitro: | Suresh Srinivasan |

|            |           |                 |
| Soliev 78’ | Marcatori | 57’ Ahmad Salah |

| Arbitro: | Mukhtar Al Yarimi |

|                                                                           |           |  |
| Al-Kord 10’ Habaib 20’ 32’ Alam 43’ Kettlun 52’ 86’ Amar 76’ Keshkesh 82’ | Marcatori |  |

| Arbitro: | Setiyono Midi Nitrorejo |

|  |           |              |
|  | Marcatori | 59’ Koshelev |

| Arbitro: | Hassan Al Shoufi |

|             |           |            |
| Kettlun 72’ | Marcatori | 20’ Farhan |

| Arbitro: | Jassim Al Hail |

|                                                  |           |           |
| Farhan 2’ 14’ Fawzi 18’ Mnajed 50’ 85’ Swadi 68’ | Marcatori | 57’ Huang |

| Arbitro: | Masoud Moradi |

|                                          |           |  |
| Ashurmatov 6’ Shishelov 42’ Djeparov 89’ | Marcatori |  |

| Arbitro: | Purushothaman Baskar |

|           |           |                                     |
| Huang 82’ | Marcatori | 4’ 43’ Sadir 75’ Attiya 86’ Mahmoud |

| Arbitro: | Shamsul Maidin |

|  |           |                                     |
|  | Marcatori | 9’ Qosimov 32’ Djeparov 78’ Bikmoev |

| Arbitro: | Shamsul Maidin |

|           |           |                            |
| Munir 29’ | Marcatori | 10’ Shatskikh 22’ Geynrikh |

| Arbitro: | Riyaz Rasheed |

|  |           |            |
|  | Marcatori | 90+4’ Amar |

| Arbitro: | Ali Al Mutlaq |

|                                      |           |            |
| Munir 54’ 58’ Mohammed 65’ Akram 70’ | Marcatori | 71’ Zatara |

| Arbitro: | Muhsen Basma |

|                                                            |           |           |
| Geynrikh 5’ Qosimov 12’ 45’ 85’ Shatskikh 18’ Koshelev 34’ | Marcatori | 64’ Huang |

### Gruppo 3

#### Classifica
| Squadra   | P.ti | G | V | N | P | GF | GS | DR  |
| --------- | ---- | - | - | - | - | -- | -- | --- |
| Giappone  | 18   | 6 | 6 | 0 | 0 | 16 | 1  | +15 |
| Oman      | 10   | 6 | 3 | 1 | 2 | 14 | 3  | +11 |
| India     | 4    | 6 | 1 | 1 | 4 | 2  | 18 | -16 |
| Singapore | 3    | 6 | 1 | 0 | 5 | 3  | 13 | -10 |

#### Risultati
| Arbitro: | Farajollah Yasrebi |

|            |           |  |
| Renedy 50’ | Marcatori |  |

| Arbitro: | Halim Abdul Hamid |

|            |           |  |
| Kubo 90+2’ | Marcatori |  |

| Arbitro: | Danny Kim Heng |

|            |           |                                                     |
| Renedy 18’ | Marcatori | 12’ Amad Ali 26’ 49’ Ahmed Mubarak 60’ 88’ Al Hinai |

| Arbitro: | Bae Jae-Yong |

|            |           |                         |
| Sahdan 62’ | Marcatori | 33’ Takahara 81’ Fujita |

| Arbitro: | Huang Junjie |

|                                                                               |           |  |
| Kubo 12’ Fukunishi 25’ Nakamura 29’ Suzuki 54’ Nakazawa 65’ 76’ Ogasawara 68’ | Marcatori |  |

| Arbitro: | Abdulhameed Ebrahim |

|                                                        |           |  |
| Al-Maimani 9’ 44’ 64’ 86’ Ayil 25’ 53’ Al Mukhaini 39’ | Marcatori |  |

| Arbitro: | Basel Hajjar |

|  |           |                                               |
|  | Marcatori | 45’ Suzuki 60’ Ono 71’ Fukunishi 87’ Miyamoto |

| Arbitro: | Deshapryia Arambekade |

|  |           |                    |
|  | Marcatori | 3’ Shaaban 82’ Ali |

| Arbitro: | Lu Jun |

|  |           |            |
|  | Marcatori | 52’ Suzuki |

| Arbitro: | Yousuf Husain |

|                     |           |  |
| Sahdan 73’ Mohd 76’ | Marcatori |  |

| 17 novembre 2004, ore 18:00 | Oman              | 0 – 0 referto | India | Sultan Qaboos Sports Complex, Mascate (2.000 spett.)\| Arbitro: \| Mahmoud Nurilddin \| |
| Arbitro:                    | Mahmoud Nurilddin |               |       |                                                                                         |

| Arbitro: | Mohsen Torky |

|            |           |  |
| Tamada 13’ | Marcatori |  |

### Gruppo 4

#### Classifica
| Squadra   | P.ti | G | V | N | P | GF | GS | DR  |
| --------- | ---- | - | - | - | - | -- | -- | --- |
| Kuwait    | 15   | 6 | 5 | 0 | 1 | 15 | 2  | +13 |
| Cina      | 15   | 6 | 5 | 0 | 1 | 14 | 1  | +13 |
| Hong Kong | 6    | 6 | 2 | 0 | 4 | 5  | 15 | -10 |
| Malaysia  | 0    | 6 | 0 | 0 | 6 | 2  | 18 | -16 |

#### Risultati
| Arbitro: | Dmitriy Roman |

|                 |           |  |
| Hao Haidong 15’ | Marcatori |  |

| Arbitro: | Santhan Nagalingam |

|           |           |                                                   |
| Talib 39’ | Marcatori | 17’ Ng Wai Chiu 84’ Chu Siu Kei 93’ Kwok Yue Hung |

| Arbitro: | Mongkol Rungklay |

|  |           |                 |
|  | Marcatori | 71’ Hao Haidong |

| Arbitro: | Kazuhiko Matsumura |

|  |           |                           |
|  | Marcatori | 75’ Al-Mutwa 87’ Al Harbi |

| Arbitro: | Park Sang Gu |

|                                             |           |  |
| Hao Haidong 43’ Sun 62’ Li Xiaopeng 66’ 76’ | Marcatori |  |

| Arbitro: | Tallat Najm |

|                                                   |           |  |
| Seraj 12’ Al-Mutwa 38’ Al Enezi 45’ Al Dawood 75’ | Marcatori |  |

| Arbitro: | Emil Busurmankulov |

|  |           |                           |
|  | Marcatori | 38’ Al Enezi 70’ Humaidan |

| Arbitro: | Jasim Abdul Karim |

|  |           |              |
|  | Marcatori | 67’ Li Jinyu |

| Arbitro: | Chaiwat Kunsuta |

|           |           |  |
| Jumah 47’ | Marcatori |  |

| Arbitro: | Radwan Ghandour |

|                                  |           |  |
| Chu Siu Kei 5’ Wong Chun Yue 51’ | Marcatori |  |

| Arbitro: | Nail Lutfullin |

|                                                           |           |            |
| Al-Mutwa 17’ Abdullah 60’ 70’ Laheeb 75’ 85’ Al Hamad 82’ | Marcatori | 19’ Yahyah |

| Arbitro: | Lee Jong Kuk |

|                                                             |           |  |
| Li Jinyu 8’ 47’ Shao 42’ 44’ Xu 49’ Yu 88’ Li Weifeng 90+2’ | Marcatori |  |

### Gruppo 5

#### Classifica
| Squadra             | P.ti | G | V | N | P | GF | GS | DR |
| ------------------- | ---- | - | - | - | - | -- | -- | -- |
| Corea del Nord      | 11   | 6 | 3 | 2 | 1 | 11 | 5  | +6 |
| Emirati Arabi Uniti | 10   | 6 | 3 | 1 | 2 | 6  | 6  | 0  |
| Thailandia          | 7    | 6 | 2 | 1 | 3 | 9  | 10 | -1 |
| Yemen               | 5    | 6 | 1 | 2 | 3 | 6  | 11 | -5 |

#### Risultati
| Arbitro: | Yousuf Husain |

|              |           |          |
| Al Selwi 73’ | Marcatori | 85’ Hong |

| Arbitro: | Sun Baojie |

|            |           |  |
| Rashid 22’ | Marcatori |  |

| Arbitro: | Mohammad Mansour |

|  |           |                                            |
|  | Marcatori | 69’ Chaikamdee 71’ Surasiang 88’ Senamuang |

| 31 marzo 2004, ore 16:00 | Corea del Nord | 0 – 0 referto | Emirati Arabi Uniti | Kim Il-sung Stadium, Pyongyang (20.000 spett.)\| Arbitro: \| Zhou Weixin \| |
| Arbitro:                 | Zhou Weixin    |               |                     |                                                                             |

| Arbitro: | Vladislav Tseytlin |

|               |           |                                      |
| Senamuang 51’ | Marcatori | 42’ 71’ Kim Yong-Su 52’ Sin 67’ Hong |

| Arbitro: | Allabergen Sapaev |

|                              |           |  |
| Abdulrahman 24’ Omer 28’ 73’ | Marcatori |  |

| Arbitro: | Khalil Al Ghamdi |

|                                |           |          |
| Al Nono 22’ 77’ Abduljabar 49’ | Marcatori | 26’ Omer |

| Arbitro: | Masoud Moradi |

|                                       |           |               |
| Ahn 49’ 73’ Hong 55’ Ri Hyok-Chol 60’ | Marcatori | 72’ Suksomkit |

| Arbitro: | Vo Minh Tri |

|                        |           |           |
| Ri Han-Jae 1’ Hong 64’ | Marcatori | 76’ Jaber |

| Arbitro: | Yūichi Nishimura |

|                                    |           |  |
| Jakapong 10’ Nanok 30’ Chaiman 67’ | Marcatori |  |

| Arbitro: | Halim Abdul Hamid |

|           |           |  |
| Obaid 58’ | Marcatori |  |

| Arbitro: | Purushothaman Baskar |

|              |           |               |
| Siriwong 95’ | Marcatori | 69’ Al-Shehri |

### Gruppo 6

#### Classifica
| Squadra      | P.ti | G | V | N | P | GF | GS | DR  |
| ------------ | ---- | - | - | - | - | -- | -- | --- |
| Bahrein      | 14   | 6 | 4 | 2 | 0 | 15 | 4  | +11 |
| Siria        | 8    | 6 | 2 | 2 | 2 | 7  | 7  | 0   |
| Tagikistan   | 7    | 6 | 2 | 1 | 3 | 5  | 9  | -4  |
| Kirghizistan | 4    | 6 | 1 | 1 | 4 | 5  | 12 | -7  |

#### Risultati
| Arbitro: | Nail Lutfullin |

|                |           |                   |
| Berezovsky 12’ | Marcatori | 31’ 53’ Burkhanov |

| Arbitro: | Adunyachart Khanthama |

|                   |           |                   |
| A. Hubail 64’ 73’ | Marcatori | 80’ Shekh Eleshra |

| Arbitro: | Praveer Bose |

|               |           |              |
| Ishenbaev 55’ | Marcatori | 86’ Kailouni |

| 31 marzo 2004, ore 16:00 | Tagikistan     | 0 – 0 referto | Bahrein | Pamir Stadium, Dušanbe (17.000 spett.)\| Arbitro: \| Shamsul Maidin \| |
| Arbitro:                 | Shamsul Maidin |               |         |                                                                        |

| Arbitro: | Mohamed Al Saeedi |

|                                           |           |  |
| A. Hubail 12’ 45’ 60’ Ali 66’ Abdulla 82’ | Marcatori |  |

| Arbitro: | Saad Kamil Al-Fadhli |

|                        |           |               |
| Al Rashed 76’ Rafe 80’ | Marcatori | 35’ Kholmatov |

| Arbitro: | Subkhiddin Mohd Salleh |

|  |           |          |
|  | Marcatori | 35’ Rafe |

| Arbitro: | Mongkol Rungklay |

|                 |           |                       |
| Kenjisariev 86’ | Marcatori | 23’ Ali 58’ M. Hubail |

| Arbitro: | Naser Al Enezi |

|                        |           |               |
| Rabiev 19’ Hakimov 37’ | Marcatori | 84’ Chikishev |

| Arbitro: | Masoud Moradi |

|                                  |           |                           |
| Shekh Eleshra 12’ Al Hussain 18’ | Marcatori | 27’ Mahfoodh 90+2’ Yousef |

| Arbitro: | Satop Tongkhan |

|  |           |          |
|  | Marcatori | 47’ Amin |

| Arbitro: | Sun Baojie |

|                                        |           |  |
| Yousef 9’ Husain 41’ M. Hubail 42’ 77’ | Marcatori |  |

### Gruppo 7

#### Classifica
| Squadra       | P.ti | G | V | N | P | GF | GS | DR |
| ------------- | ---- | - | - | - | - | -- | -- | -- |
| Corea del Sud | 14   | 6 | 4 | 2 | 0 | 9  | 3  | +7 |
| Libano        | 11   | 6 | 3 | 2 | 1 | 11 | 5  | +6 |
| Vietnam       | 4    | 6 | 1 | 1 | 4 | 5  | 9  | -4 |
| Maldive       | 4    | 6 | 1 | 1 | 4 | 5  | 14 | -9 |

#### Risultati
| Arbitro: | Fong Yau Fat Jame |

|                                                                      |           |  |
| Phan Văn Tài Em 9’ 60’ Nguyễn Minh Hai 13’ Pham Van Quyen 80’ (rig.) | Marcatori |  |

| Arbitro: | Maugeb Al Dosari |

|                 |           |  |
| Cha 32’ Cho 51’ | Marcatori |  |

| 31 marzo 2004, ore 16:00 | Maldive                     | 0 – 0 referto | Corea del Sud | Rasmee Dhandu Stadium, Malé (12.000 spett.)\| Arbitro: \| Anura de Silva Vidanagamage \| |
| Arbitro:                 | Anura de Silva Vidanagamage |               |               |                                                                                          |

| Arbitro: | Ravshan Irmatov |

|  |           |                         |
|  | Marcatori | 83’ R. Antar 88’ Hamieh |

| Arbitro: | Omer Al Mehannah |

|                         |           |  |
| Ahn 29’ Kim Do-Heon 61’ | Marcatori |  |

| Arbitro: | Mahmoud Nurilddin |

|                                       |           |  |
| Zein 21’ R. Antar 87’ Nasseredine 93’ | Marcatori |  |

| Arbitro: | Hassan Al Ajmi |

|                     |           |                                                          |
| Fazeel 79’ Umar 88’ | Marcatori | 4’ 58’ Nasseredine 44’ F. Antar 63’ Chahoud 75’ R. Antar |

| Arbitro: | Toshimitsu Yoshida |

|                     |           |                                    |
| Phan Văn Tài Em 49’ | Marcatori | 63’ Lee Dong-gook 76’ Lee Chun-soo |

| Arbitro: | Rizwan Haq |

|                           |           |  |
| Thariq 29’ Ashfaq 68’ 85’ | Marcatori |  |

| Arbitro: | Ravshan Irmatov |

|                 |           |                   |
| Nasseredine 28’ | Marcatori | 8’ Choi Jin-Cheul |

| 17 novembre 2004, ore 18:00 | Libano              | 0 – 0 referto | Vietnam | Beirut Municipal Stadium, Beirut (1.000 spett.)\| Arbitro: \| Abdulhameed Ebrahim \| |
| Arbitro:                    | Abdulhameed Ebrahim |               |         |                                                                                      |

| Arbitro: | Subash Lazar |

|                                   |           |  |
| Kim Do-Heon 66’ Lee Dong-gook 80’ | Marcatori |  |

### Gruppo 8

#### Classifica
| Squadra        | P.ti | G | V | N | P | GF | GS | DR  |
| -------------- | ---- | - | - | - | - | -- | -- | --- |
| Arabia Saudita | 18   | 6 | 6 | 0 | 0 | 14 | 1  | +13 |
| Turkmenistan   | 7    | 6 | 2 | 1 | 3 | 8  | 10 | -2  |
| Indonesia      | 7    | 6 | 2 | 1 | 3 | 8  | 12 | -4  |
| Sri Lanka      | 2    | 6 | 0 | 2 | 4 | 4  | 11 | -7  |

#### Risultati
| Arbitro: | Naser Al Ghafary |

|                             |           |  |
| Sowed 4’ 39’ Al-Qahtani 45’ | Marcatori |  |

| Arbitro: | Abdulla Al Banai |

|                         |           |  |
| Ovekov 40’ Bayramov 56’ | Marcatori |  |

| Arbitro: | Muhammad Sahib |

|                             |           |                    |
| Bayramov 10’ 74’ Kuliev 35’ | Marcatori | 30’ Budi Sudarsono |

| Arbitro: | Kadyrbek Chynybekov |

|  |           |           |
|  | Marcatori | 51’ Sowed |

| Arbitro: | Adunyachart Khanthama |

|                            |           |  |
| Al Meshal 27’ 45’ Noor 32’ | Marcatori |  |

| Arbitro: | Ibrahim Nesar |

|           |           |  |
| Aiboy 30’ | Marcatori |  |

| Arbitro: | Marshoud Hassan |

|                               |           |                    |
| Steinwall 81’ Karunaratne 82’ | Marcatori | 8’ Jaya 51’ Sofyan |

| Arbitro: | Kwon Jong-Chul |

|  |           |                |
|  | Marcatori | 47’ Al-Qahtani |

| Arbitro: | Al Bannai Abdulla |

|                             |           |                          |
| Perera 47’ Mudyanselage 57’ | Marcatori | 20’ Bayramov 70’ Nazarov |

| Arbitro: | Subkhiddin Mohd Salleh |

|          |           |                                           |
| Jaya 50’ | Marcatori | 9’ Al Meshal 13’ Sulaimani 80’ Al-Qahtani |

| Arbitro: | Shaban Qasem |

|                  |           |              |
| Jaya 20’ 47’ 59’ | Marcatori | 25’ Durdiyev |

| Arbitro: | Muflah Mohamed |

|                                                 |           |  |
| Al-Harthi 6’ Al-Shalhoub 45’ (rig.) Fallata 65’ | Marcatori |  |

## Terzo turno
Si qualificano alla fase finale del campionato del mondo 2006 le prime 2 classificate dei 2 gruppi da 4 in cui sono state ripartite le 8 squadre provenienti dal secondo turno. Le terze classificate si sfidano, invece, ai play-off per poter accedere allo spareggio interzona AFC-CONCACAF.

### Gruppo A

#### Classifica
| Squadra        | P.ti | G | V | N | P | GF | GS | DR |
| -------------- | ---- | - | - | - | - | -- | -- | -- |
| Arabia Saudita | 14   | 6 | 4 | 2 | 0 | 10 | 1  | +9 |
| Corea del Sud  | 10   | 6 | 3 | 1 | 2 | 9  | 5  | +4 |
| Uzbekistan     | 5    | 6 | 1 | 2 | 3 | 7  | 11 | -4 |
| Kuwait         | 4    | 6 | 1 | 1 | 4 | 4  | 13 | -9 |

#### Risultati
| Arbitro: | Shamsul Maidin |

|                                     |           |  |
| Lee Dong-gook 23’ Lee Young-Pyo 81’ | Marcatori |  |

| Arbitro: | Tōru Kamikawa |

|              |           |              |
| Soliev 90+3’ | Marcatori | 77’ Al-Jaber |

| Arbitro: | Subkhiddin Mohd Salleh |

|                                  |           |  |
| Kariri 29’ Al-Qahtani 73’ (rig.) | Marcatori |  |

| Arbitro: | Sun Baojie |

|                 |           |              |
| Abdullah 7’ 62’ | Marcatori | 77’ Geynrikh |

| 30 marzo 2005 | Kuwait        | 0 – 0 | Arabia Saudita | Kazma SC, Madinat al-Kuwait (25.000 spett.)\| Arbitro: \| Masoud Moradi \| |
| Arbitro:      | Masoud Moradi |       |                |                                                                            |

| Arbitro: | Tallat Najm |

|                                     |           |              |
| Lee Young-Pyo 55’ Lee Dong-gook 62’ | Marcatori | 79’ Geynrikh |

| Arbitro: | Tōru Kamikawa |

|                                   |           |  |
| Al-Shalhoub 19’ 49’ Al-Harthi 83’ | Marcatori |  |

| Arbitro: | Masoud Moradi |

|               |           |                      |
| Shatskikh 62’ | Marcatori | 90+1’ Park Chu-Young |

| Arbitro: | Adunyachart Khanthama |

|  |           |                                                                   |
|  | Marcatori | 16’ Park Chu-Young 28’ (rig.), 55’ Lee Dong-gook 58’ Park Ji-sung |

| Arbitro: | Huang Junjie |

|                               |           |  |
| Al-Jaber 8’ 60’ Al-Harthi 87’ | Marcatori |  |

| Arbitro: | Chaiwat Kunsuta |

|  |           |             |
|  | Marcatori | 5’ Al-Anbar |

| Arbitro: | Subkhiddin Mohd Salleh |

|                                              |           |                            |
| Djeparov 41’ (rig.) Shatskikh 62’ Soliev 76’ | Marcatori | 16’ Al-Mutawa 31’ Abdullah |

### Gruppo B

#### Classifica
| Squadra        | P.ti | G | V | N | P | GF | GS | DR |
| -------------- | ---- | - | - | - | - | -- | -- | -- |
| Giappone       | 15   | 6 | 5 | 0 | 1 | 9  | 4  | +5 |
| Iran           | 13   | 6 | 4 | 1 | 1 | 7  | 3  | +4 |
| Bahrein        | 4    | 6 | 1 | 1 | 4 | 4  | 7  | -3 |
| Corea del Nord | 3    | 6 | 1 | 0 | 5 | 5  | 11 | -6 |

#### Risultati
| Arbitro: | Khalil Al Ghamdi |

|                          |           |                   |
| Ogasawara 4’ Oguro 90+1’ | Marcatori | 61’ Nam Song-Chol |

| 9 febbraio 2005 | Bahrein                | 0 – 0 referto | Iran | Bahrain National Stadium, Manama (25.000 spett.)\| Arbitro: \| Subkhiddin Mohd Salleh \| |
| Arbitro:        | Subkhiddin Mohd Salleh |               |      |                                                                                          |

| Arbitro: | Mongkol Rungklay |

|                   |           |            |
| Pak Song-Gwan 63’ | Marcatori | 7’ 58’ Ali |

| Arbitro: | Shamsul Maidin |

|                   |           |               |
| Hashemian 13’ 75’ | Marcatori | 66’ Fukunishi |

| Arbitro: | Mohammed Kousa |

|  |           |                             |
|  | Marcatori | 34’ Mahdavikia 79’ Nekounam |

| Arbitro: | Ravshan Irmatov |

|                    |           |  |
| Salmeen 72’ (aut.) | Marcatori |  |

| Arbitro: | Khalil Al Ghamdi |

|            |           |  |
| Rezaei 45’ | Marcatori |  |

| Arbitro: | Subkhiddin Mohd Salleh |

|  |           |               |
|  | Marcatori | 34’ Ogasawara |

| Arbitro: | Kwon Jong-Chul |

|             |           |  |
| Nosrati 48’ | Marcatori |  |

| Arbitro: | Frank De Bleeckere (Belgium) |

|  |           |                          |
|  | Marcatori | 67’ Yanagisawa 89’ Oguro |

| Arbitro: | Qasem Shaban |

|                    |           |                 |
| Kaji 28’ Oguro 76’ | Marcatori | 79’ (rig.) Daei |

| Arbitro: | Shamsul Maidin |

|                 |           |                                                    |
| Isa 49’ Ali 54’ | Marcatori | 28’ Choe Chol-Man 43’ Kim Chol-Ho 90’ An Chol-hyok |

## Play-off
| Arbitro: | Massimo Busacca |

|               |           |            |
| Shatskikh 19’ | Marcatori | 17’ Yousef |

| 12 ottobre 2005, ore 22:00 | Bahrein     | 0 – 0 referto | Uzbekistan | Bahrain National Stadium, Manama (25.000 spett.)\| Arbitro: \| Graham Poll \| |
| Arbitro:                   | Graham Poll |               |            |                                                                               |

Il Bahrain vince i play-off per la regola dei gol fuori casa ed accede allo spareggio interzona AFC-CONCACAF contro Trinidad e Tobago.